# Diavolul Tasmanian (Looney Tunes)
Diavolul Tasmanian, adesea referit ca Taz, este un personaj de desene animate văzut în seria Looney Tunes. Personajul nu a apărut decât în cinci scurtmetraje înainte ca Warner Bros. Cartoons să se închidă în anul 1964, dar apariții de marketing și de televiziune a propulsat ulterior personajul la noua popularitate în anul 1990.

## Descriere
Taz este un fenomen de neoprit, se repede, se răsucește, distruge totul în jur și nu se oprește nicio clipă. Face tot ce-l taie capul, mănâncă tot ce-i pică în mână. Taz nu se oprește niciodată să analizeze lucrurile, el face totul praf!
Acesta apare și în propria sa serie, Taz-Mania, în anul 1991, care a fost creată pentru Fox Kids.
Jucătoarea de tenis de câmp Simona Halep a fost comparată măgulitor cu acest personaj, de către unul din antrenorii ei. 

## Lista de desene
- Devil May Hare (1954)
- Bedevilled Rabbit (1957)
- Ducking The Devil (1957)
- Bill Of Hare (1962)
- Dr. Devil & Mr. Hare (1964)
- Bugs Bunny's Looney Christmas Tales
- Daffy Duck's Fantastic Island (1983)
- Taz-Mania, jucat de Jim Cummings
- Looney Tunes: Back In Action (2003), jucat de Brendan Fraser
- Space Jam (1996), jucat de Dee Bradley Baker
- Bah, Humduck! A Looney Tunes Christmas (2006), jucat de Jim Cummings
- Baby Looney Tunes, jucat de Ian James Cortlet
- The Looney Tunes Show, jucat de Jim Cummings